# Domleschg
Domleschg (Reto-Romaans: Tumleastga) is een gemeente in het Zwitserse district Hinterrhein en maakt deel uit van het kanton Graubünden. Domleschg heeft 1941 inwoners waarvan de meeste de taal Duits spreken.

## Geschiedenis
In 2015 is de gemeente ontstaan uit de voormalige gemeenten Almens, Paspels, Pratval, Rodels en Tomils.

## Geografie
Domleschg heeft een oppervlakte van 45.94 km² en grenst aan de gemeenten Cazis, Fürstenau, Rothenbrunnen en Scharans.
De gemiddelde hoogte in Domleschg is 687 meter.